# Kvorning
Kvorning is een plaats in de Deense regio Midden-Jutland, gemeente Viborg. De plaats telt 223 inwoners (2008).